# Paul Weibel
Paul Weibel (* 25. November 1943 in Chur; † 23. Dezember 2023 in Baden) war ein Schweizer Schauspieler, Hörspielsprecher, Theatermacher und Regisseur, der eine Stärkung der deutschschweizerischen Kleintheaterszene vorangetrieben hat und maßgeblich an der Gründung des Vereins Vereinigte Theaterschaffende der Schweiz (kurz: VTS) beteiligt war.

## Leben
Paul Weibel wurde als dritter Sohn eines Milchmanns in Chur geboren und verbrachte auch seine Kindheit und die Schulzeit in dieser Stadt. Weibel war oft bei seiner Großmutter auf dem Bergbauernhof oberhalb von Passugg, wo seine Mutter aufgewachsen war. Die Zeit auf dem Land prägte ihn sehr. Wegen seiner Gedichtvorträge machte ein Lehrer seinen Eltern den Vorschlag, Paul eine Schauspielschule besuchen zu lassen. Zwischen 1960 und 1963 machte Weibel eine Schauspielausbildung am Bühnenstudio in Zürich. Es folgten erste kleine Rollen am Schauspielhaus Zürich. Danach war Weibel Ensemblemitglied am neugegründeten Theater am Neumarkt in Zürich. Weiterhin gab Weibel ein kurzes Gastspiel am Schauspielhaus in der Ära Löffler/Stein. Er war Gründungsmitglied des Theaters Die Claque in Baden AG. Weibel lebte und arbeitete in Baden; ab 1999 wohnte er in Wettingen. Er war Gründungsmitglied und Präsident des Vereins Vereinigte Theaterschaffende der Schweiz. Weibel machte verschiedene Regiearbeiten an verschiedenen Theatern, mit sehr unterschiedlichen Gruppen. Aus einer Regiearbeit in Valencia entwickelte sich eine langjährige Theaterarbeit in einem Vorstadtviertel von Valencia.
Am 23. Dezember 2023 starb Paul Weibel im Alter von 80 Jahren im Spital in Baden.

## Wirken
Paul Weibel spielte zunächst kleine Rollen am Zürcher Schauspielhaus, bis er 1966 Mitglied im Gründungsensemble des Theaters am Neumarkt (TaN) in Zürich wurde. Dort spielte er auch größere Rollen, so 1969 den Lenny in „Gerettet“ von Edward Bond. Peter Stein lud Weibel nach einer Aufführung im TaN ein, wieder am Schauspielhaus Zürich mitzuarbeiten.
Das Publikum reagierte gemischt auf die neue Mannschaft unter Leitung von Peter Löffler. Erprobt wurde neben der üblichen Probenarbeit auch ein Mitbestimmungsmodell: Entscheidungen wie Spielplan und Verträge sollten vom Ensemble mitbestimmt werden. Allerdings wurde bereits nach drei Inszenierungen dem gesamten Ensemble inkl. Direktor vom Verwaltungsrat gekündigt. Regisseur Peter Stein zog mit vielen Mitarbeiterinnen und Mitarbeitern nach Berlin. Weibel blieb in Zürich.
1971 gründeten Weibel und einige Kollegen in Baden AG „Die Claque“, ein ständiges professionelles Theater, das nach einem Mitbestimungsmodell organisiert war. Das Ensemble setzte sich aus sechs Schauspielern und Schauspielerinnen und einem administrativen Leiter zusammen. Viele Wege der Kontaktaufnahme mit dem Publikum wurden erprobt, ab der ersten Spielzeit gab es schon intensive Kontakte mit Schulen. Weibel übernahm erstmalig bald auch die Regie. Die Claque erhielt nur wenig finanzielle Unterstützung von der Kommune; es gab einen Trägerverein, und von Anfang an war das Theater auf Gastspiele angewiesen. Gemeinsam mit den anderen Kleintheatern im Kanton Aargau wurde nach Strukturverbesserungen gesucht. Weibel entwickelte daraus die Idee, die Kleintheaterszene in der deutschsprachigen Schweiz zu verknüpfen und einen Interessenverband gegenüber Städten und Gemeinden zu bilden. 1983 wurden die „Vereinigten Theaterschaffenden“, kurz VTS, gegründet. Weibel wurde der erste Präsident. Bis 1989 war Weibel zudem Co-Präsident des Centre Suisse ITI, das die Interessen des Schweizer Theaterschaffens beim Internationalen Theaterinstitut vertrat.
Paul Weibel selbst stellte die Schauspielerei zu Gunsten seiner Regietätigkeit zurück. In den 1980er-Jahren führte er Regie sowohl in der Claque als auch bei anderen Gruppen. Außerdem lehrte er an der Schauspielakademie Zürich und an der Hochschule der Künste Bern. In den 1990er-Jahren arbeitete Weibel mit Gehörlosen, 1990 erfolgten die Gründung und der Aufbau der TheaterWerkstatt Schweiz für experimentelle Theaterforschung; Weibel übernahm die Projektleitung „Sprache im Raum – ungehörte Stimmen“.
In Valencia inszenierte er den „Klassenfeind“ von Nigel Williams. Danach wurde er eingeladen, in einem Armenviertel von Valencia die Einwohner zum Theaterspielen anzuleiten. Zwischen Weibel und den Migranten entstand eine gegenseitig befruchtende Situation, sodass Weibel fast die Hälfte des Jahres in seiner zweiten Heimat Valencia verbrachte.

## Theatrografie als Schauspieler (Auswahl)
- Nikolaus Zwei in Eugene Ionesco: "Opfer der Pflicht" R. Eugene Ionesco, TAN
- Die Dritte Person in Slawomir Mrozek: "Eine wundersame Nacht" und Knecht S in "Zabawa (Plausch)" Regie: Felix Rellstab TAN
- Len in Edward Bond: "Gerettet" Regie: Ladislav Smocek TAN
- Boxer 2 in Konrad Beyer: "Die Boxer" Regie: Jan Franksen, TAN
- Der Ausführende in Albert Tisal: "Grundschulreglement" Regie: Jean Grädel TAN
- Spieler F in Franz Josel Bogner: "Das arabische System" Regie: F. J. Bogner TAN
- Josef in Slawomir Mrozek: "Watzlaff" Regie: Felix Rellstab TAN
- Polizist in Raymond Cousse: "Leibspeise" Regie: Felix Rellstab TAN
- Trappolo in Goldoni/Fassbinder: "Das Kaffeehaus" Regie: Jean Grädel, Claque Baden
- Solange in Jean Genet: "Die Zofen" Regie: Herrmann van Harten, Claque Baden
- Inder in: Israel Horovitz: "Dr Inder wott uf Schwamedinge" (nach "Der Indianer will zur Bronx") Regie: Thomas Hostettler, Claque Baden
- Asti in Martin Walser: "Ein Kinderspiel" Regie: Peter Schweiger, Claque Baden
- Jonathan in Kopit: "O Vater, armer Vater, Mutter hing dich in den Schrank und ich bin ganz krank" Regie: Jean Grädel, Claque Baden
- Dr. Rance in Joe Orton: "Was der Butler sah" Regie: Jean Grädel, Claque Baden
- Donald in Christopher Hampton: "Der Menschenfreund" Regie: Peter Schweiger, Claque Baden
- Gott in Peter Hacks: "Adam und Eva" Regie: Jean Grädel, Claque Baden
- Hesekiel in Julie Schrader: "Genoveva oder die weisse Hirschkuh" Regie: Kollektiv, Claque Baden
- Tosan in Fernando Arrabal: "Und sie legten den Blumen Handschellen an" Regie: Jean Grädel, Claque Baden
- Untermann in Alonso Alegris: "Die Überquerung des Niagarafalles" Regie: Peter Schweiger, Innerstadtbühne Aarau, Kopro
- Don Polidoro in Carlo Goldoni: "Der Krieg" Regie: Peter Schweiger, Claque Baden
- Verschiedene Rollen im kollektiv erarbeiteten Stück: "Gebt sie mir wieder meine schwarzen Puppen" Regie: Volker Hesse, Claque Baden[2][6][9][10]
- Jürg Jenatsch in "Jürg Jenatsch" Hörspiel Schweizer Radio DRS[11]

## Theatrografie Regie (Auswahl)
- Franz Xaver Kroetz: "Michis Blut" Claque Baden
- William Shakespeare: "King Lear" Claque Baden
- Athol Fugard: "Die Insel" Claque Baden
- Bertolt Brecht: "Furcht und Elend des Dritten Reiches" Claque Baden
- Peter Höhner: "En Muurerstreik" Claque Baden
- Markus Kägi: "Chly Paris oder Schnitz ond Härdöpfel" Claque Baden
- Birne-Theater: "Luftbonbons" Birne-Theater Berlin
- Hanspeter Gschwend: "Siegawyn und Ethelfrieda" Badenfahrt Festspiel
- Markus Kägi: "Chly Paris oder Schnitz und Härdöpfel" Claque Baden
- Ensemble mit Res Frey: "Illusion und Wirklichkeit" Claque Baden
- Ensemble mit Urs Faes und Klaus Merz: "Zugluft – Türen schließen automatisch" Claque Baden
- Birne-Theater: Neidhammel" Birne-Theater Berlin
- Peter Turrini: "Der tollste Tag" Claque Baden
- Ensemble: "Maschere – Diener und Herren in der Commedia dell’ Arte" Claque
- Urs Faes / Res Bosshart: "Kreuz im Feld" Claque Baden
- Regie mit folgenden Gruppen/Einzelkünstlern:
- Duo Fischbach, Brigitta Luisa Merki, Theater Maria, Karls Kühne Gassenschau, Bruno Cathomas und Flurin Caviezel.[2]
- Ödön von Horvath: "Jugend ohne Gott" Junges Theater Göttingen (1993)
- Robert Walser: "Geschwister Tanner" Junges Theater Göttingen (1994)
- Mitarbeit Zirkus Knie (1998 Duo Fischbach, 1999 Karl’s Kühne Gassenschau)
- Revue Graubünden / Züri retour (Festspiel 200 Jahre Graubünden im Hauptbahnhof Zürich 2003)

## Filmographie (Auswahl)
- "Pfarrer Iseli" mit Ruedi Walter als Pfarrer
- Reservatbewohner in "Swiss Made 2069" von Fredi Murer und HR Giger

## Hörspiele (Auswahl)
- 1969: Jacob Fischer: Helvetiastraße 17 – Pfarrer Iselis erster Fall (Gaudenz Moser) – Regie: Robert Bichler (Kriminalhörspiel, Mundarthörspiel – DRS)
- 1970: Michel Haymann: Hurra! Manöver! (1. und 3. Teil) (Feldweibel) – Regie: Andreas Fischer (Original-Hörspiel, mundarthörspiel – DRS)
- 1974:F. J. Bogner: Die Irr-Fahrten des Odysseus oder: Das ewige Wahre – Das ewig Wahre Gute – Regie: F. J. Bogner (Originalhörspiel -NDR)
- 1977: F. J. Bogner: Von A bis Zett – Regie: F. J. Bogner (Hörspiel – NDR)
- 1979: F. J. Bogner: Lasset die Kindlein. Aus dem Leben eines Kindes – Regie: F. J. Bogner (Originalhörspiel – NDR)
- 1980: Herbert Rosendorfer: Vorstadt-Miniaturen 2: Am Zoll (ZÖLLNER) – Regie: Buschi Luginbühl (Originalhörspiel, mundarthörspiel – DRS)
- 1981: Herbert Rosendorfer: Vorstadt-Miniaturen 6: I de Reinigung (Kunde)- Regie:	Buschi Luginbühl (Originalhörspiel, mundarthörspiel – DRS)
- 1982: Conrad Ferdinand Meyer: Das Leben des Jörg Jenatsch im Spiegel seiner Zeitgenossen und Nachfahren (5 Teile) (Jörg Jenatsch) – Bearbeitung und Regie: Walter Wefel (Hörspielbearbeitung, mundarthörspiel – DRS)

Quellen: ARD-Hörspieldatenbank für die deutschen und die Internetdatenbank HörDat für die Schweizer Produktionen

## Würdigungen
- Premi de Teatre Generalitat Valencia für die beste Inszenierung der Spielzeit 1993.
- 2004 Anerkennungspreis des Kantons Graubünden ("in Anerkennung seines engagierten Kulturschaffens als Schauspieler, Regisseur und Theaterpädagoge auf kantonaler, nationaler und internationaler Ebene")[12]